# PNC Park
O PNC Park é um estádio localizado em Pittsburgh, Pensilvânia, nos Estados Unidos. É a casa do time de beisebol Pittsburgh Pirates, da MLB, desde 2001, após trinta anos (1970-2000) mandando seus jogos no Three Rivers Stadium.
O estádio começou a ser construído em abril de 1999 e foi inaugurado em 31 de março de 2001. Tem capacidade para 38 500 torcedores (o menor da MLB). O custo para construção foi de 216 milhões de dólares. O nome vem de um contrato de naming rights com o PNC Bank, um banco local.
Recebeu o Jogo das Estrelas da MLB em 2006 (o primeiro do estádio e o quinto da cidade), com vitória da Liga Americana. O estádio foi cogitado para sediar o Clássico de Inverno, jogo de hóquei no gelo da NHL ao ar livre, mas, por ter menor capacidade que o Heinz Field, de futebol americano, foi preterido.

## Galeria
- Entrada do estádio com a estátua de Honus Wagner.
- Vista do estádio através da Ponte Roberto Clemente.